# 布斯通
布斯通，旧称契卡洛夫斯克，是塔吉克斯坦的城鎮，由粟特州負責管轄，位於該國西北部。始建於1946年，于2016年改为现名。受大陸性氣候影響，大部分居民在蘇聯解體後遷離該鎮，2012年人口約30,000。

## 外部連結
- Satellite map at Maplandia.com （页面存档备份，存于）